# Heinz Adameck

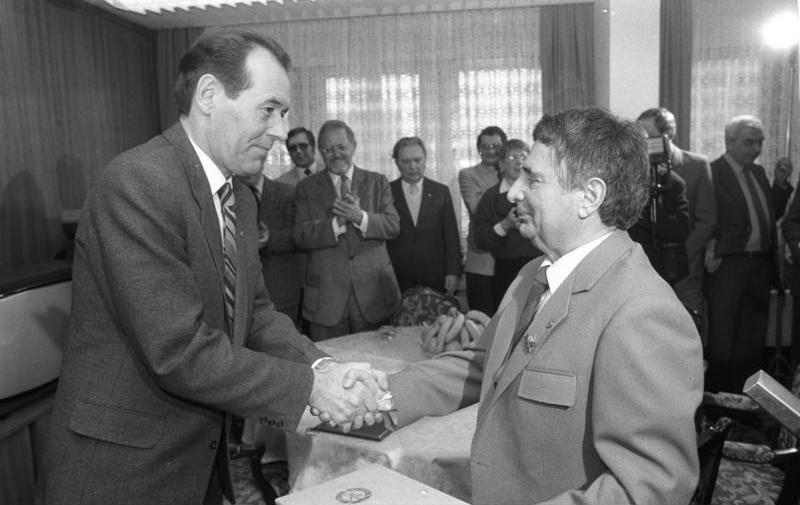
Adameck (rechts) erhält anlässlich seines 60. Geburtstages von Joachim Herrmann die Ehrenspange zum Vaterländischen Verdienstorden in Gold überreicht.

Heinrich „Heinz“ Adameck (* 21. Dezember 1921 in Silberhausen; † 23. Dezember 2010) war von 1968 bis 1989 Vorsitzender des Staatlichen Komitees für Fernsehen der DDR. Er war Mitglied des Zentralkomitees der SED.

## Leben
Adameck arbeitete nach dem Besuch der Volksschule und einer Ausbildung zum Kaufmann von 1939 bis 1940 als Lagerist in einer Papierwarenfabrik. Im Zweiten Weltkrieg diente er von 1940 bis 1944 bei der Wehrmacht (zuletzt im Rang eines Obergefreiten) und befand sich danach bis 1949 in sowjetischer Kriegsgefangenschaft. Dort war er aktiv im Nationalkomitee Freies Deutschland.
Nach seiner Rückkehr nach Deutschland trat er der SED bei und war im Thüringischen Ministerium des Inneren tätig. Zu Beginn der 1950er-Jahre war er Leiter der Kaderabteilung des Staatlichen Rundfunkkomitees, seit 1952 Mitglied der Generalintendanz des Rundfunks und von 1954 bis 1968 als Nachfolger von Gerhard Probst Intendant des Deutschen Fernsehfunks.
Von 1956 bis 1960 absolvierte er ein Fernstudium an der Deutschen Akademie für Staats- und Rechtswissenschaft mit dem Abschluss als Diplom-Rechtswissenschaftler. Von 1959 bis 1968 war er stellvertretender Vorsitzender des Staatlichen Rundfunkkomitees.
Von 1963 bis 1989 war Adameck Mitglied des ZK der SED und Präsident des Verbandes der Film- und Fernsehschaffenden, zugleich war er aktiv im Vorstand des Verbandes Deutscher Journalisten, dessen stellvertretender Vorsitzender er von 1967 bis 1972 war. 1968 wurde Adameck Vorsitzender des Staatlichen Komitees für Fernsehen und 1971 Mitglied der Abteilung „Agitation und Propaganda“ des Ministeriums für Staatssicherheit. Damit war er für die langjährige politische Ausrichtung des DDR-Fernsehens verantwortlich.
Adameck erhielt u. a. 1964 und 1971 den Vaterländischen Verdienstorden, 1981 die Ehrenspange zum Vaterländischen Verdienstorden in Gold und 1986 den Karl-Marx-Orden. 1990 ging er infolge der friedlichen Revolution in der DDR in den Ruhestand, sein kurzzeitiger Nachfolger wurde Hans Bentzien.
Adameck starb im Alter von 89 Jahren.